# Astyochia illineata
Astyochia illineata là một loài bướm đêm trong họ Geometridae.